# Ende Gelände 2019

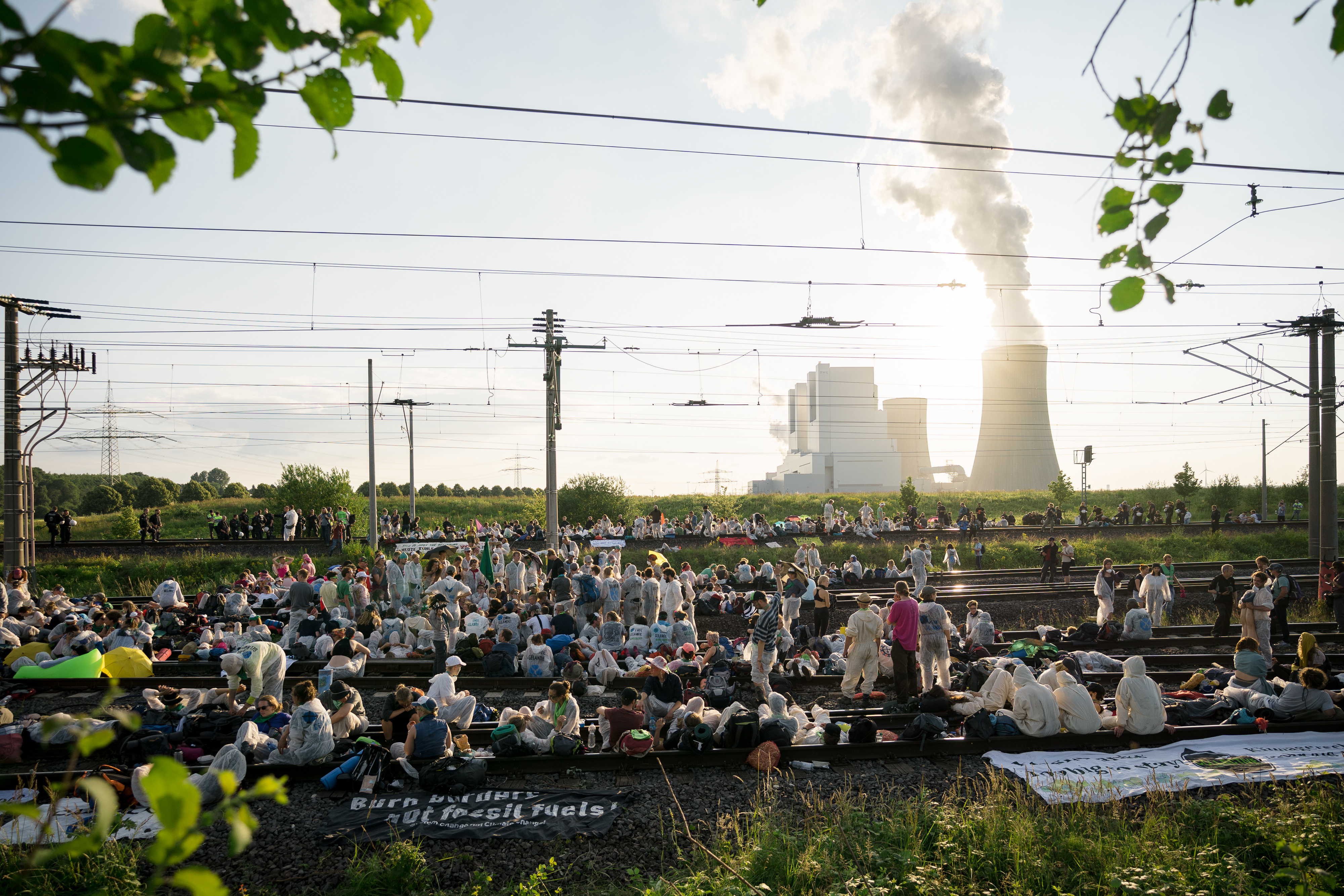
Aktivisten auf der Nord-Süd Bahn.

Ende Gelände 2019 waren Großaktionen einer Bewegung für Klimagerechtigkeit in Deutschland. Das Bündnis Ende Gelände setzte damit die Vorjahresaktionen zivilen Ungehorsams fort. Sie richteten sich im Rheinischen Braunkohlerevier, insbesondere im Tagebau Garzweiler, vom 21. bis zum 23. Juni gegen die Kohleverstromung der RWE Power AG und forderten unter Berufung auf Klimagerechtigkeit und Klimaschutz „nicht nur den Kohleausstieg, sondern auch einen radikalen gesellschaftlichen Wandel“. Vom 29. November bis 1. Dezember wurden gemeinsam mit Fridays for Future Protestaktionen im Lausitzer Braunkohlerevier durchgeführt.

## Juni: Rheinisches Braunkohlerevier

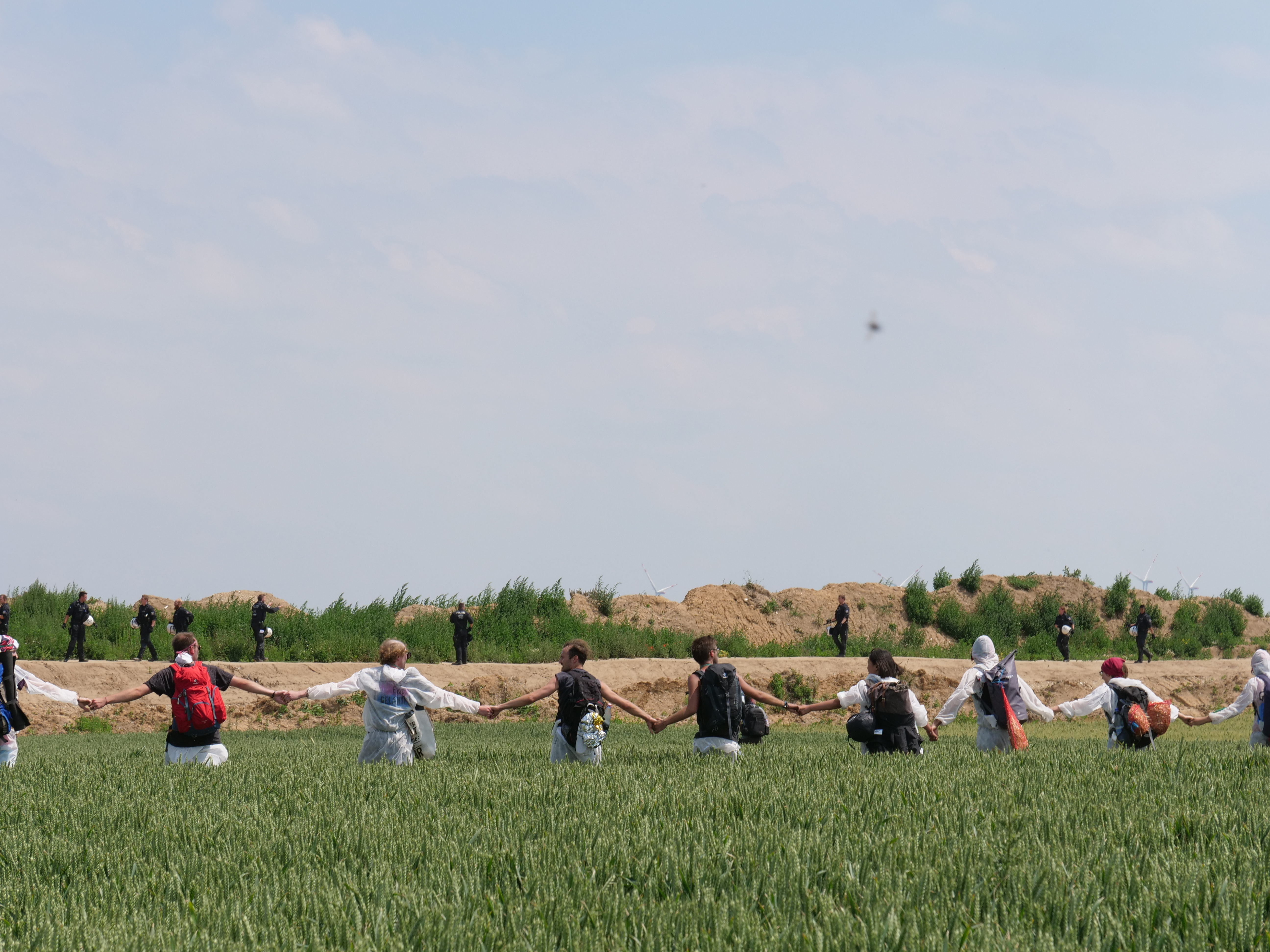
Der Rote Finger der Aktionen bewegt sich auf den Wall des Tagebauvorfeldes zu.

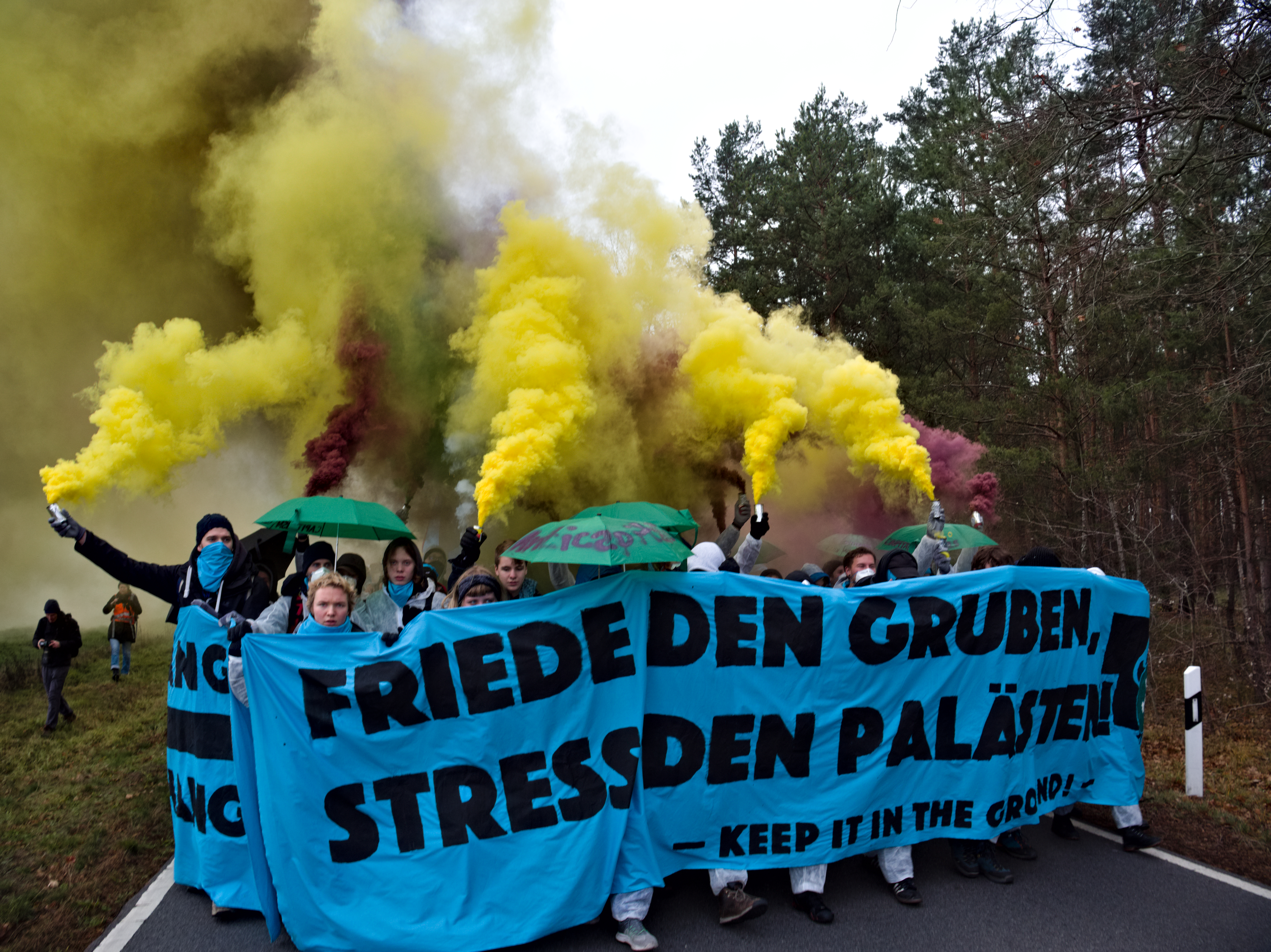
Finger der Anti-Kohle-Kidz kurz vor einer Straßen und Schienenblockade bei Koppatz.

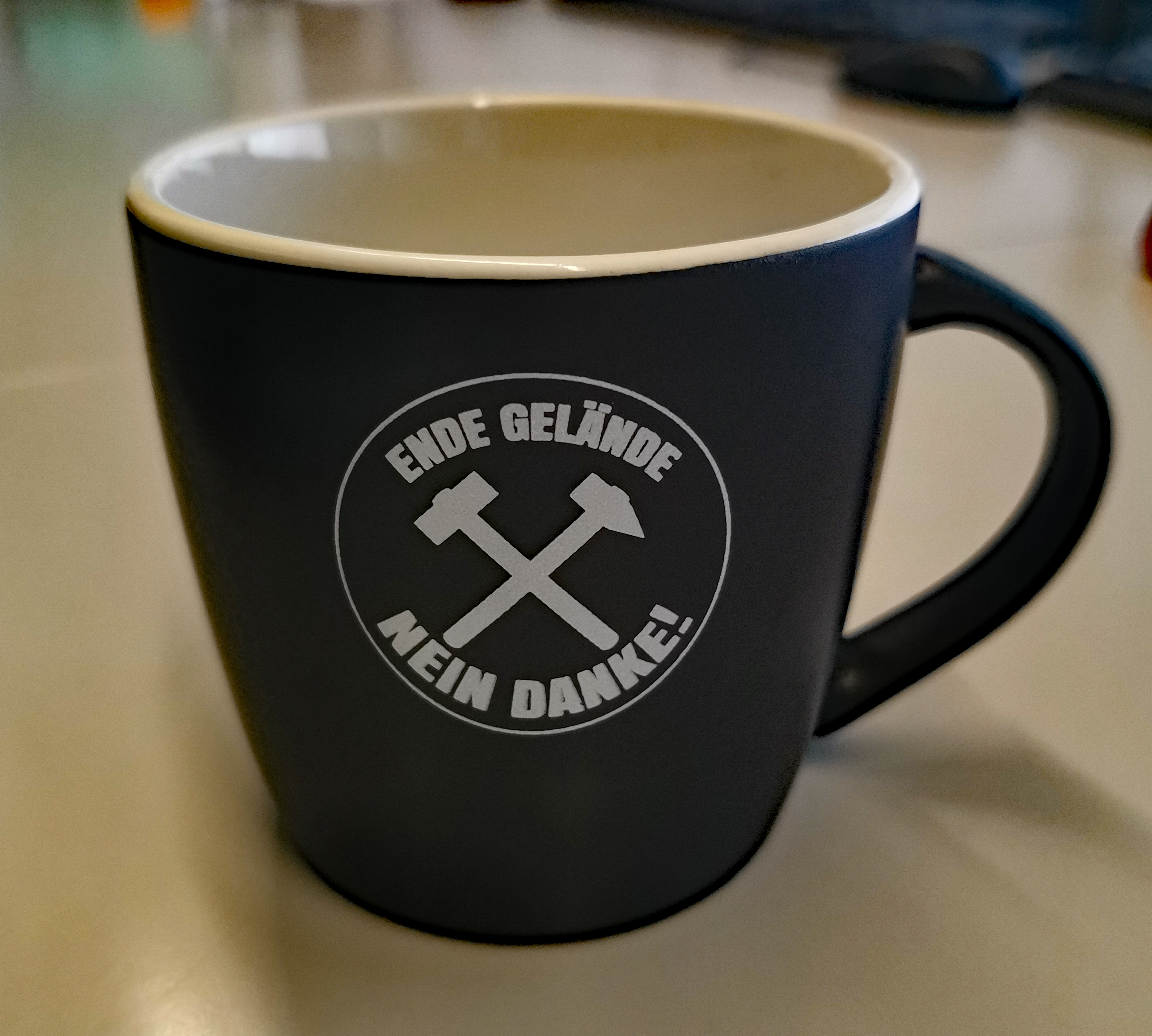
Trinkbecher der Lausitzer Kohlekumpel zu "Ende Gelände" 2019

### Hintergrund
Im Januar 2019 empfahl die Kommission für Wachstum, Strukturwandel und Beschäftigung in ihrem Abschlussbericht den Kohleausstieg bis zum Jahr 2038, was sowohl von Wissenschaftlern wie dem Kommissionsmitglied Hans Joachim Schellnhuber als auch von Umweltverbänden als unzureichend kritisiert wurde. Im Februar wurde zudem der Klimaschutzbericht 2018 veröffentlicht, laut dem Deutschland die selbst gesteckten Klimaschutzziele für 2020 verfehlen würde.
Am Donnerstag, den 20. Juni, hatten sich dann die Staats- und Regierungschefs der EU nicht auf eine CO2-Neutralität bis 2050 einigen können, da vor allem Polen, Ungarn und Tschechien Einwände erhoben.
Für Freitag, den 21. Juni, rief die Bewegung Fridays for Future zu internationalen Protesten für Klimaschutz in Aachen auf, insgesamt beteiligten sich 40.000 Personen aus 16 Ländern. Die Polizei warnte im Vorfeld vor einer Instrumentalisierung durch Ende Gelände, was als „gezielter Spaltungsversuch“ bezeichnet wurde und zu einer Solidarisierung von Fridays for Future mit Ende Gelände führte. Es wurde davon ausgegangen, dass sich auch Teilnehmer der Fridays-for-Future-Demonstration im Anschluss an Aktionen von Ende Gelände beteiligen würden.

### Aktionen
Am Freitag, dem 21. Juni 2019 begann Ende Gelände mit der Blockade der Nord-Süd-Kohlenbahn zwischen dem Tagebau Garzweiler und dem Kraftwerk Neurath. Ab Samstag kam es zu Blockaden der Hambachbahn sowie zu Besetzungen des Tagebaus selbst, sodass RWE den Betrieb von vier von sechs Produktionseinheiten stoppte. Parallel dazu gab es eine weitere Demonstration von Fridays for Future entlang des Tagebaus nach Keyenberg, das für den Tagebau abgebaggert werden soll. Am 23. Juni 2019 wurde berichtet, dass die Blockade der Hambachbahn am Morgen und die Besetzung des Tagebaus am Mittag beendet worden sei. Die Bahnstrecke zum Kraftwerk Neurath sei noch nicht geräumt worden. Um 13:15 Uhr erklärte Ende Gelände in einer Pressemitteilung die Blockadeaktionen für beendet. Insgesamt hätten sich über 6000 Personen an den Protesten beteiligt.
Im Zusammenhang mit den Protesten berichteten Vertreter von Ende Gelände über Polizeigewalt, Polizisten hätten Schlagstöcke und Pfefferspray eingesetzt, sodass einige Menschen in Krankenhäusern behandelt werden mussten. Unter anderem sei es bei einem Verletzten zu einem Schädelbasisbruch gekommen. Zudem hätten einige Teilnehmer zeitweise – bis zu 13 Stunden lang – die Bahnhofsvorplätze Hochneukirch bzw. Viersen nicht verlassen können, was die Polizei mit Kapazitätsproblemen begründete. Die Polizei berichtete von 16 verletzten Beamten.

## November/Dezember: Lausitzer Braunkohlerevier

### Hintergrund
Am 20. September fand der dritte globale Klimastreik statt, an dem sich in Deutschland etwa 1,4 Millionen Menschen beteiligten. Am selben Tag stellte die Bundesregierung ihr Klimapaket vor, das von der Opposition, Umweltverbänden, Wissenschaftlern und auch von Teilen der an der Regierung beteiligten SPD als unzureichend kritisiert wurde. Ottmar Edenhofer, Direktor des Potsdam-Institut für Klimafolgenforschung, bezeichnete es als „Dokument der politischen Mutlosigkeit“, da damit die selbst gesteckten Ziele für 2030 nicht erreicht werden könnten. Am 23. September wurde der UN-Klimagipfel 2019 veranstaltet, auf dem die wichtigsten Emissionsländer ebenfalls keine ambitionierten Maßnahmen präsentierten. Vom 2. bis 13. Dezember fand die UN-Klimakonferenz 2019 statt.

### Aktionen
Am Freitag, den 29. November fanden erneut weltweit Proteste für mehr Klimaschutz statt, in Deutschland beteiligten sich über 600.000 Menschen. Am Samstag begannen mehrere tausend Aktivisten mit Blockaden im brandenburgischen Tagebau Welzow-Süd und dem seit September 2019 vorerst stillgelegten Tagebau Jänschwalde sowie im sächsischen Tagebau Vereinigtes Schleenhain. Fridays for Future und die Initiative „Alle Dörfer bleiben“, die sich gegen das Abbaggern von Ortschaften richtet, unterstützten die Aktionen. Nach einigen Stunden der Blockade verließen die Aktivisten die Tagebaue am Nachmittag wieder. Nach Polizeiangaben wurden drei Polizisten leicht verletzt, ansonsten wurde von keinen Auseinandersetzungen berichtet, auch wenn es im Vorfeld Drohungen und Gewaltaufrufe unter anderem durch Rechtsextreme gegeben hatte.

## Ermittlungen wegen Straftaten und Kritik
Gegen mehrere Personen aus den Reihen des Bündnisses wurde 2019 nach der Blockade des Tagebaus Garzweiler Ermittlungsverfahren u. a. wegen Hausfriedensbruchs, Gefangenenbefreiung und Widerstands gegen Vollstreckungsbeamte eingeleitet. Der nordrhein-westfälische Innenminister Herbert Reul übte in dem Zusammenhang Kritik an den "gewalttätigen Aktionen aus den Reihen von Ende Gelände".
Das Bündnis warf Reul geheime Absprachen mit RWE vor, in denen unter anderen ein "Bedrohungsszenario" aufgebaut worden sei, um weitere Großeinsätze der Polizei unter anderem gegen die Baumbesetzung des Hambacher Forstes zu rechtfertigen. Die Gewaltvorwürfe gegen Ende Gelände stellten sich nach dem Wochenende als überwiegend haltlos heraus. "Verletzungen gab es laut Polizeisprecherin Petra Wienen überwiegend an Gliedmaßen, etwa durch Umknicken oder Stürze. Eine Wunde musste genäht werden, ein Beamter hatte Kreislaufprobleme. Wie viele der Verletzungen direkt durch AktivistInnen verursacht wurden, ist unklar."

## Unterstützer
Das Bündnis Ende Gelände wurde von den Jugendorganisation der Parteien Die Linke und Bündnis 90/Die Grünen unterstützt. Kritik zog die Unterstützung der vom Verfassungsschutz beobachteten Interventionistische Linke auf sich.
Zu den prominenten Einzelpersonen, die das Bündnis unterstützten, gehörten unter anderem die Grünenpolitiker Lisa Badum, Erik  Marquardt und Jutta Paulus; außerdem mehrere Politiker der Linkspartei, darunter Ulla Jelpke und Alexander Neu.